# Тафеа
Тафеа — провинция государства Вануату, занимающая территорию островов Танна, Анива, Футуна, Эрроманго, Анейтюм, по первым буквам названий которых провинция и получила своё название. Население 32 540 человек (2009), площадь 1628 км². Административный центр провинции — город Исангел (на острове Танна).
Все острова провинции, за исключением островов Анива, Футуна относят к Меланезии, однако эти последние — к Полинезии.